# Апертурная решётка

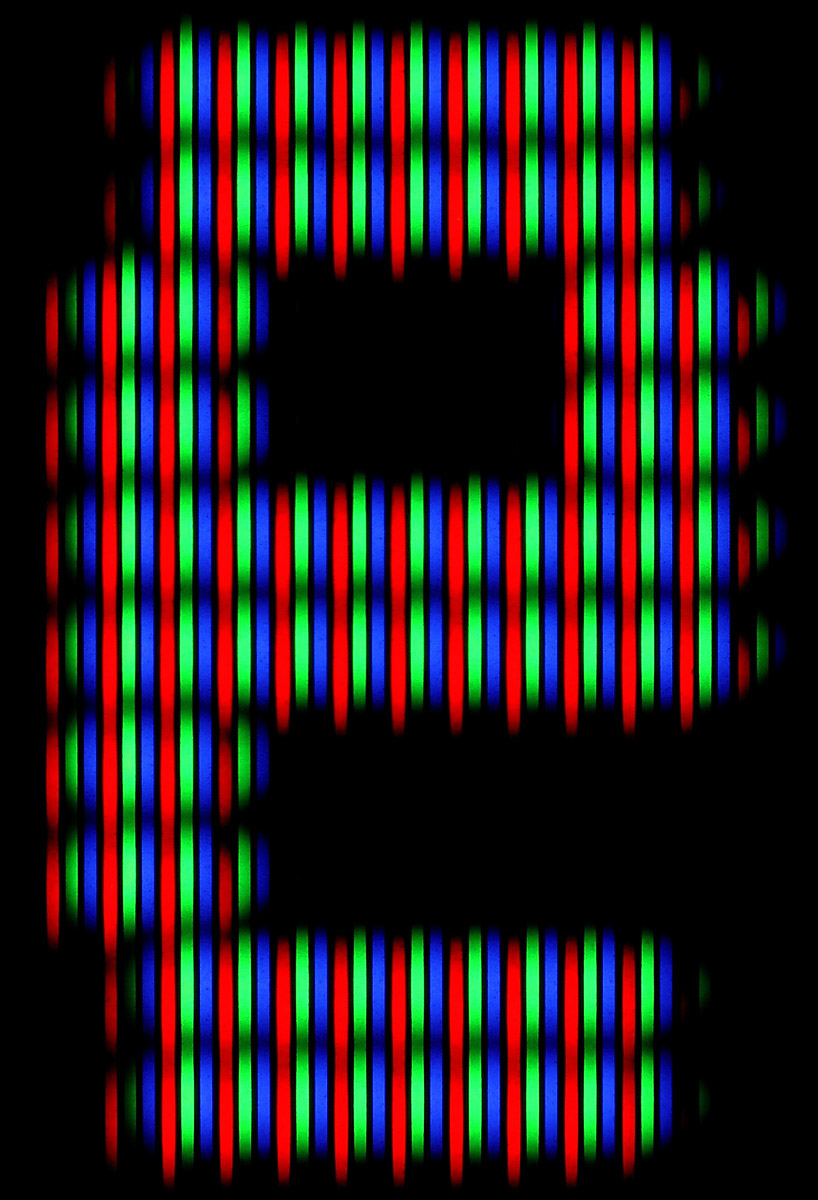
Увеличенное изображение буквы серого цвета на чёрном фоне на экране с апертурной решёткой

Апертурная решётка — одна из двух основных технологий, используемых в кинескопах для синтеза изображения цветного телевидения. В приёмных трубках с апертурной решёткой используются тонкие вертикальные полоски люминофоров с разным цветом свечения: красным, зелёным и синим. Благодаря апертурной решётке, расположенной в непосредственной близости от экрана, электронные пучки трёх прожекторов, расположенных в одной плоскости (планарно), попадают только на полоски люминофора соответствующего цвета, осуществляя пространственный аддитивный синтез цвета. 
Такой принцип устройства получил наиболее широкую известность благодаря кинескопам «Тринитрон» (Trinitron) японской компании Sony.
Второй технологией, разработанной компанией RCA, считается теневая маска, состоящая из круглых отверстий, расположенных в виде растра. Электронные пучки трёх прожекторов, расположенных в вершинах равностороннего треугольника, через отверстия попадают на пятна соответствующего люминофора круглой формы. Такое устройство уменьшает видимость растровой структуры люминофора, но требует сложных систем фокусировки и сведения пучков.
Главными преимуществами технологии апертурной решётки считаются отсутствие кривизны экрана в вертикальной плоскости и более высокая прозрачность решётки, по сравнению с теневой маской. 
Одной из важнейших характеристик качества является минимальное расстояние между одноцветными элементами триад (для щелевой решётки эта характеристика называется strip pitch) — чем она меньше, тем выше качество изображения.